# Rebecca Romerová
Rebecca Jayne Romerová (* 24. ledna 1980 Carshalton) je bývalá britská veslařka a cyklistka. Po otci je španělského původu.
Ve veslování byla členkou týmu Leander Club. Jako britská reprezentantka na mistrovství světa ve veslování obsadila na párové čtyřce páté místo v letech 2001 a 2002 a zvítězila v roce 2005, na dvojskifu byla v roce 2003 čtvrtá. Získala také stříbrnou medaili v závodě párových čtyřek na Letních olympijských hrách 2004.
V roce 2006 ukončila kvůli chronickým bolestem zad veslařskou kariéru a zaměřila se na cyklistiku. Stala se britskou mistryní v silniční časovce, ale pak dala přednost dráhovým disciplínám.
Na mistrovství světa v dráhové cyklistice 2007 získala stříbrnou medaili ve stíhacím závodě. Na mistrovství světa v dráhové cyklistice 2008 zvítězila ve stíhacím závodě jednotlivkyň i družstev. Na Letních olympijských hrách 2008 vyhrála individuální stíhací závod. Stala se tak druhou sportovkyní, která získala olympijskou medaili ve dvou letních sportech (po východoněmecké plavkyni a házenkářce Roswitě Krauseové). Startovala také v bodovacím závodě, kde obsadila jedenácté místo.
V roce 2009 obdržela Řád britského impéria.
Poté, co byla individuální stíhačka vyřazena z programu Letních olympijských her 2012, opustila Romerová britskou cyklistickou reprezentaci a začala závodit v triatlonu. V roce 2013 založila vlastní poradenskou firmu Romero Performance.